# Tom Atkins

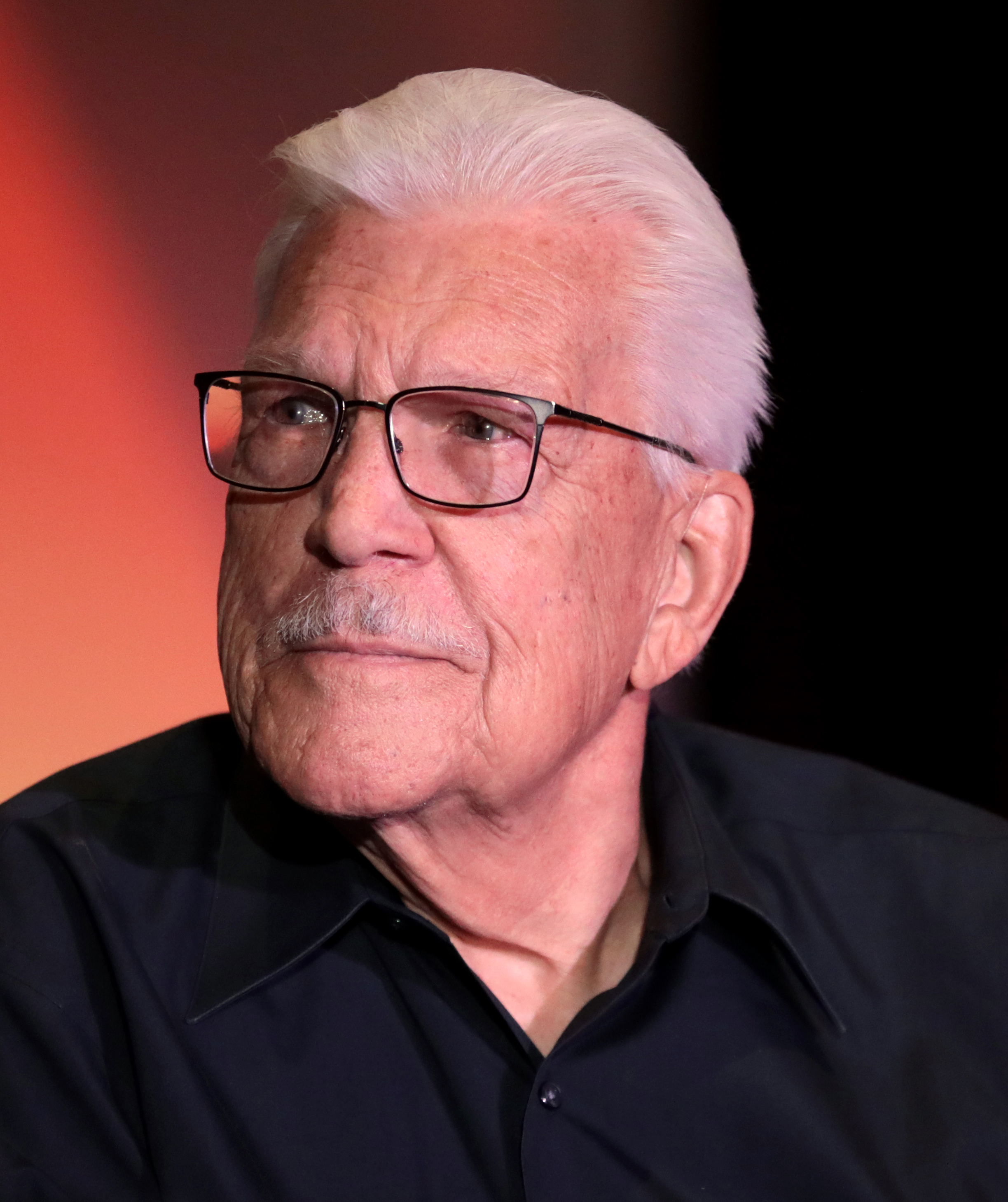
Tom Atkins (2023)

Tom Atkins (* 13. November 1935 in Pittsburgh, Pennsylvania) ist ein US-amerikanischer Schauspieler.

## Leben
Atkins absolvierte die Duquesne University in Pittsburgh. Er debütierte 1968 an der Seite von Frank Sinatra, Robert Duvall und Jacqueline Bisset in einer kleinen Nebenrolle im Kriminalfilm Der Detektiv. Zwischen 1974 und 1977 spielte er die wiederkehrende Gastrolle des Alex Diel in der Fernsehserie Detektiv Rockford – Anruf genügt, von 1976 bis 1977 hatte er neben David Birney eine der Hauptrollen in der Serie Serpico. John Carpenter besetzte Aktins für eine der Hauptrollen im Horrorfilm Halloween III sowie in Nebenrollen in seinen beiden Filmen The Fog – Nebel des Grauens und Die Klapperschlange. 1988 spielte er die männliche Hauptrolle in Maniac Cop, in den 1990er Jahren war er in einigen Fernsehserien wie Xena – Die Kriegerprinzessin sowie in zwei auf der Serie Detektiv Rockford basierenden Fernsehfilmen zu sehen.
Atkins ist verheiratet und hat ein Kind.

## Filmografie (Auswahl)
- 1968: Der Detektiv (The Detective)
- 1970: Wo is' Papa? (Where's Poppa?)
- 1970: Die Eule und das Kätzchen (The Owl and the Pussycat)
- 1974–1977: Detektiv Rockford – Anruf genügt (The Rockford Files; Fernsehserie, 8 Folgen)
- 1976–1977: Serpico (Fernsehserie, 16 Folgen)
- 1980: The Fog – Nebel des Grauens (John Carpenter’s The Fog)
- 1981: Die Klapperschlange (Escape from New York)
- 1982: Halloween III (Halloween III: Season of the Witch)
- 1982: Quincy (Fernsehserie, Folge Tödliche Einweihungsfeier (The Last Of Leadbottom) als Commander Gene Butler)
- 1982: Creepshow
- 1982: M*A*S*H (Fernsehserie, Folge The Tooth Shall Set You Free)
- 1985: Die Kids von Orlando (The New Kids)
- 1986: Stingray (Fernsehserie, Folge Sometimes You Gotta Sing the Blues)
- 1986: Spenser (Fernsehserie,  Folge White Knight)
- 1986: Die Nacht der Creeps (Night of the Creeps)
- 1987: Lethal Weapon – Zwei stahlharte Profis (Lethal Weapon)
- 1988: Maniac Cop
- 1991: Schrei in der Wildnis (Cry in the Wild: The Taking of Peggy Ann)
- 1992: Bob Roberts
- 1993: Tödliche Nähe (Striking Distance)
- 2000: Bruiser
- 2001: Buried Lies (Out of the Black)
- 2003: Oz – Hölle hinter Gittern (Oz; Fernsehserie, 2 Folgen)
- 2009: My Bloody Valentine 3D
- 2011: Drive Angry
- 2019: Trick